# Brandstation

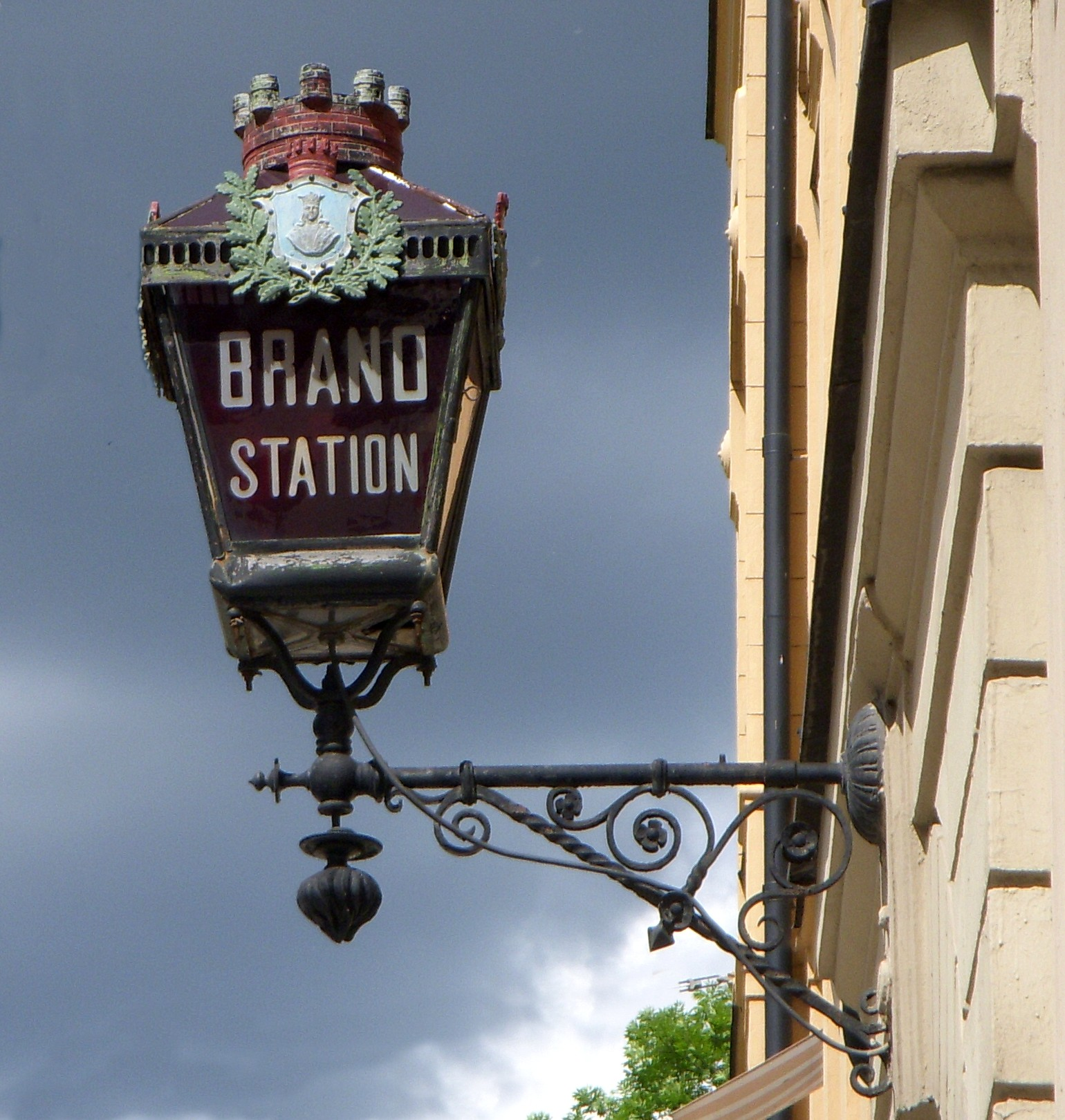
Lykta på innerstadsstation i Stockholm

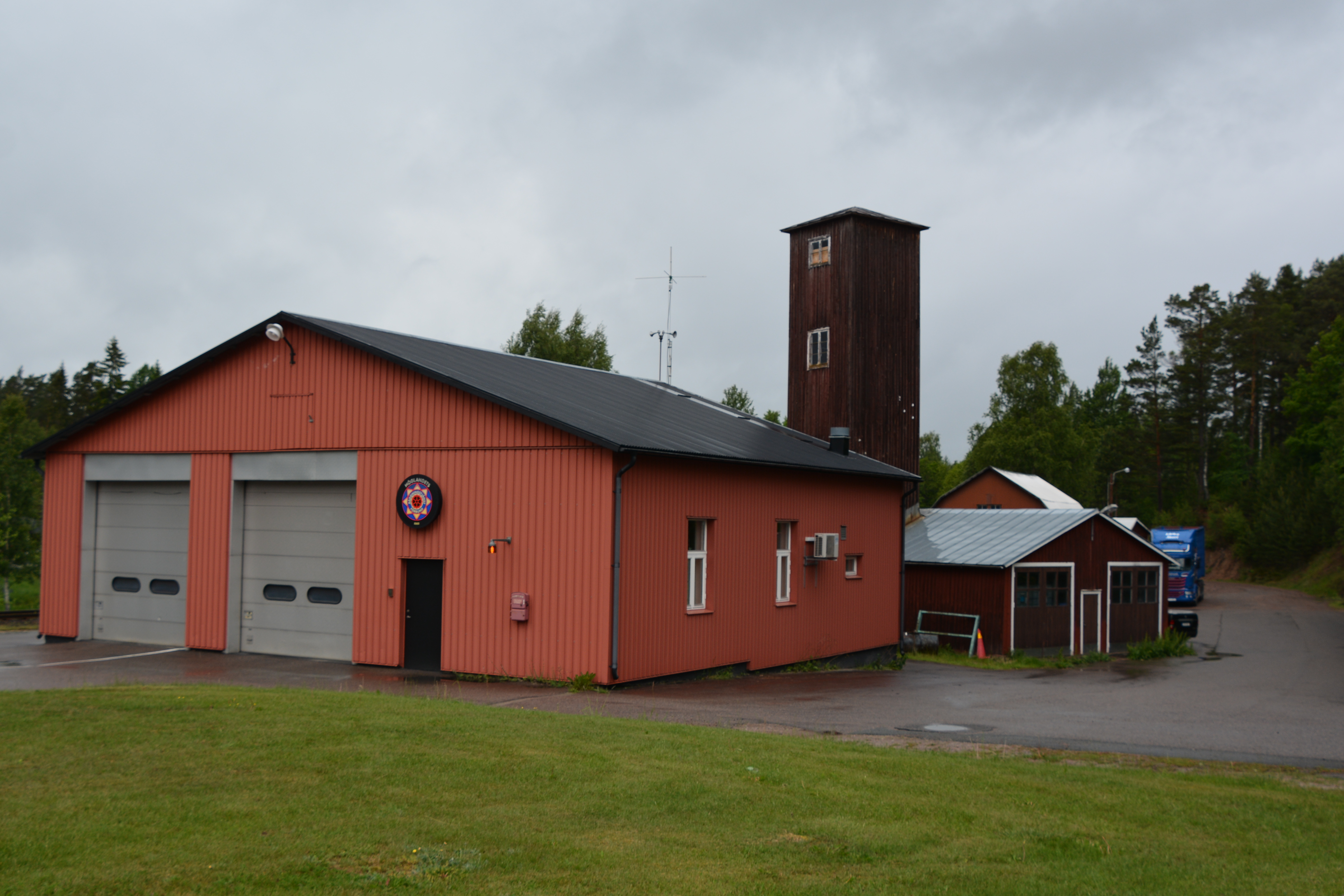
Nya och Gamla brandstationen i Kvillsfors

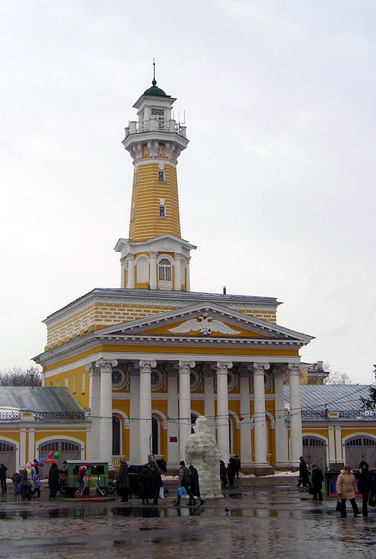
Rysk brandstation med brandtorn

En brandstation, eller räddningsstation, är en byggnad för räddningstjänsten. Bland olika slags brandstationer märks dygnetruntbemannade heltidsbrandstationer, deltidsbrandstationer och mindre räddningsvärn.
En brandstation har i regel en vagnhall för brandbilar. Antalet fordon i en vagnhall kan variera. Ofta finns också ett kök eller mindre pentry, men inte alla stationer har det. På heltidsstationer är det vanligt med sovsalar, eller individuella sovrum. Även omklädningsrum, och någon form av verkstad och tvätthall förekommer. Heltidsstationer i Sverige brukar ha en kontorsavdelning för befälen, och ett vardagsrum.
Om brandstationen är byggd i flera våningar kan det finnas en brandstång för att personalen snabbt ska kunna ta sig ner till våningen under.
Föregångaren till brandstationen, spruthuset, var en något enklare förrådsbyggnad för brandsläckningsredskap.

## Brandstationer i urval
- Gävle brandstation, Gävle
- Hägerstens brandstation, Stockholm (nedlagd)
- Johannes brandstation, Stockholm
- Katarina brandstation, Stockholm (också inspelningsmiljö för YV-serien NileCity 105,6)
- Kungsholmens brandstation, Stockholm
- Brännkyrka brandstation, Stockholm
- Östermalms brandstation, Stockholm
- Maria brand- och polisstation, Stockholm (nedlagd)
- Nacka Brandstation, Nacka
- Vällingby brandstation, Vällingby
- Skillnadens brandstation, Helsingfors
- Åbo brandstation, Åbo